# مزرعه خانلار
مزرعه خانلار یک روستا در ایران است که در استان اردبیل واقع شده‌است. مزرعه خانلار ۶۷ نفر جمعیت دارد.